# Paul Giesler
Paul Giesler (Siegen, 15 de junho de 1895 – Bischofswiesen, 8 de maio de 1945) foi um membro do Partido Nacional Socialista dos Trabalhadores Alemães, a partir de 1941 Gauleiter da Westfália Sul (Westfalen-Süd) e a partir de 1942 também Gauleiter atuante na Gau München-Oberbayern. Também foi de 1942 a 1945 Ministro-Presidente da Baviera e, de acordo com o testamento político de Adolf Hitler, a partir de 30 de abril de 1945 sucessor de Heinrich Himmler como Ministro do Interior (em alemão:  Innenminister). Suicidou-se no final da Segunda Guerra Mundial.